# José Zorrilla
José Zorrilla y Moral (Valladolid, 21 de febrero de 1817-Madrid, 23 de enero de 1893) fue un poeta y dramaturgo español. Autor del drama romántico Don Juan Tenorio, es una de las principales figuras del Romanticismo literario español.

## Biografía
Nacido en Valladolid, era hijo de José Zorrilla Caballero, un hombre chapado a la antigua y de ideología tradicionalista, seguidor del pretendiente Carlos María Isidro de Borbón y relator de la Real Chancillería. Su madre, Nicomedes Moral Revenga, era una mujer muy piadosa.
Tras varios años en Valladolid la familia pasó por Burgos (donde el padre fue nombrado gobernador) y Sevilla, para al fin establecerse, cuando el niño tenía nueve años (1827), en Madrid. Allí el padre trabajó con gran celo como alcalde de casa y corte y superintendente de policía a las órdenes de Francisco Tadeo Calomarde, ministro de Gracia y Justicia durante la segunda restauración del absolutismo, la «Década Ominosa» de los liberales. El futuro escritor, ingresado en el Seminario de Nobles regentado por los jesuitas, participa en representaciones teatrales escolares y aprende bien el italiano:

En aquel colegio comencé yo a tomar la mala costumbre de descuidar lo principal por cuidarme de lo accesorio y, negligente en los estudios serios de la filosofía y las ciencias exactas, me apliqué al dibujo, a la esgrima y a las bellas letras, leyendo a escondidas a Walter Scott, a Fenimore Cooper y a Chateaubriand y cometiendo, en fin, a los doce años, mi primer delito de escribir versos. Celebráronmelos los jesuitas y fomentaron mi inclinación; dime yo a recitarlos imitando a los actores a quienes veía en el teatro, cuando alguna vez iba al del Príncipe, que presidían entonces los alcaldes de casa y corte, cuya toga vestía mi padre; híceme célebre en los exámenes y actos públicos del Seminario, y llegué a ser galán en el teatro en que se celebraban estos y se ejecutaban unas comedias del teatro antiguo, refundidas por los jesuitas; en las cuales, atendiendo a la moral, los amantes se transformaban en hermanos, y con cuyo sistema resultaba un galimatías de moralidad que hacía sonreír al malicioso Fernando VII y fruncir el entrecejo a su hermano el infante Don Carlos, que asistían alguna vez a nuestras funciones de Navidad. Don Carlos enviaba a sus hijos a nuestras aulas y a cumplir con la iglesia en nuestra capilla; a la cual había enviado Su Santidad Gregorio XVI su bendición y los cuerpos de cera de dos santos jóvenes mártires, degollados en Roma, [...] cuyas figuras degolladas me daban a mí tal miedo, que no pasé jamás de noche por delante de la capilla en cuyos altares laterales yacían.

Muerto Fernando VII, el ferviente absolutista que era el padre fue desterrado a Lerma y el hijo fue enviado a estudiar derecho a la Real Universidad de Toledo bajo la vigilancia de un pariente canónigo en cuya casa se hospedó; sin embargo, el hijo se distraía en otras ocupaciones y los libros de derecho se le caían de las manos y el canónigo lo devolvió a Valladolid para que siguiera estudiando allí (1833-1836). Al llegar el díscolo hijo, fue amonestado por el padre, que marchó después al pueblo de su naturaleza, Torquemada, y por Manuel Joaquín Tarancón y Morón, rector de la Universidad y futuro Obispo de Córdoba.

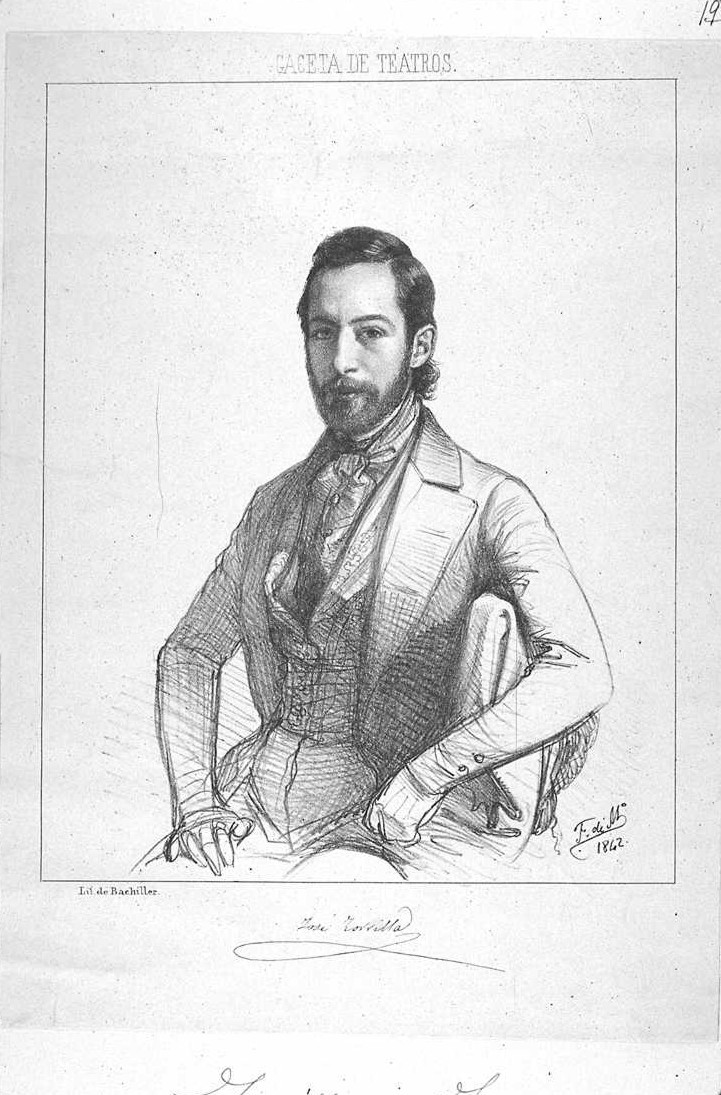
Retratado por Federico Madrazo en 1862

El carácter impuesto de los estudios y su atracción por el dibujo, las mujeres (una prima de la que se enamoró durante unas vacaciones) y la literatura de autores como los ya mencionados (por ejemplo, cayó en sus manos El genio del cristianismo de Chateaubriand) y además Alejandro Dumas, Victor Hugo, el Duque de Rivas y Espronceda, que encontraba y leía en la casa de Pedro de Madrazo y Kuntz, un amigo que estudiaba derecho con él y sentía igual atracción por el arte, arruinaron su futuro como leguleyo. Por entonces descubrió que era sonámbulo: a veces se acostaba dejando un poema incompleto y se levantaba viéndolo acabado, o se acostaba con barba y se despertaba afeitado; pidió, pues, que lo dejaran dormir bajo llave. El padre desistió de sacar algo de su hijo y mandó que lo llevaran a Lerma a cavar viñas; pero cuando estaba a medio camino el hijo robó una yegua a un primo, huyó a Madrid (1836) y se inició en su hacer literario frecuentando los ambientes artísticos y bohemios de Madrid, junto a su connatural Miguel de los Santos Álvarez, y pasando mucha hambre.
Se fingió un artista italiano para dibujar en el Museo de las Familias, publicó algunas poesías en El Artista y pronunció discursos revolucionarios en el Café Nuevo, de forma que terminó por ser perseguido por la policía. Se refugió en casa de un gitano. Por entonces se hizo amigo del barítono italiano Joaquín Massard y, a la muerte de Mariano José de Larra en 1837, a instancias de Massard, José Zorrilla compuso y declamó en su memoria un poema que le granjearía la profunda amistad de José de Espronceda, Antonio García Gutiérrez y Juan Eugenio Hartzenbusch y a la postre le consagraría como poeta de renombre, al que pertenecen estos versos:

…
Era una flor que marchitó el estío,
era una fuente que agotó el verano;
ya no se siente su murmullo vano,
ya está quemado el tallo de la flor.
Todavía su aroma se percibe,
y ese verde color de la llanura,
ese manto de hierba y de frescura,
hijos son del arroyo creador.
Que el poeta, en su misión
sobre la tierra que habita,
es una planta maldita
con frutos de bendición 
…

Comenzó entonces a escribir para los periódicos El Español, donde sustituyó al finado, y en El Porvenir, donde llegó a cobrar un sueldo de seiscientos reales; empezó a frecuentar la tertulia de El Parnasillo y leyó poemas en El Liceo; fue además redactor de El Entreacto, una publicación de crítica teatral. En 1837 apareció su primer libro, Poesías con un prólogo de Nicomedes Pastor Díaz; su primer drama, escrito en colaboración con García Gutiérrez, fue Juan Dándolo, estrenado en julio de 1839 en el Teatro del Príncipe. En 1840 publicó sus famosísimos Cantos del trovador y estrenó tres dramas, Más vale llegar a tiempo, Vivir loco y morir más y Cada cual con su razón. En 1842 aparecen sus Vigilias de Estío y da a conocer sus obras teatrales El zapatero y el rey (primera y segunda parte), El eco del torrente y Los dos virreyes. De 1840 a 1845, Zorrilla estuvo contratado en exclusiva por Juan Lombía, empresario del Teatro de la Cruz, en el que estrenó durante esas cinco temporadas nada menos que veintidós dramas. Y era tan reconocido que a finales de 1843 recibió del Gobierno de España la cruz supernumeraria de la Real y Distinguida Orden de Carlos III junto a los también dramaturgos Manuel Bretón de los Herreros y Juan Eugenio Hartzenbusch.
En 1838 se había casado con Florentina Matilde O'Reilly, una viuda irlandesa arruinada dieciséis años mayor que él y con un hijo de su anterior marido, José Bernal, pero el matrimonio fue infeliz; una hija que tuvieron murió al año de nacida, y él tuvo varias amantes; cosa que doña Florentina no estaba dispuesta a tolerar y que aireaba públicamente, y terminó de indisponer al poeta con su familia, le hizo abandonar el teatro y, finalmente, tras el fulgurante éxito de Don Juan Tenorio en 1844, concebido en una noche de insomnio y escrito en veintiún días, abandonar a su esposa en 1845 y emigrar a Francia y luego a México (1855), adonde llegaban todavía las cartas iracundas y los anónimos acusatorios de su esposa.

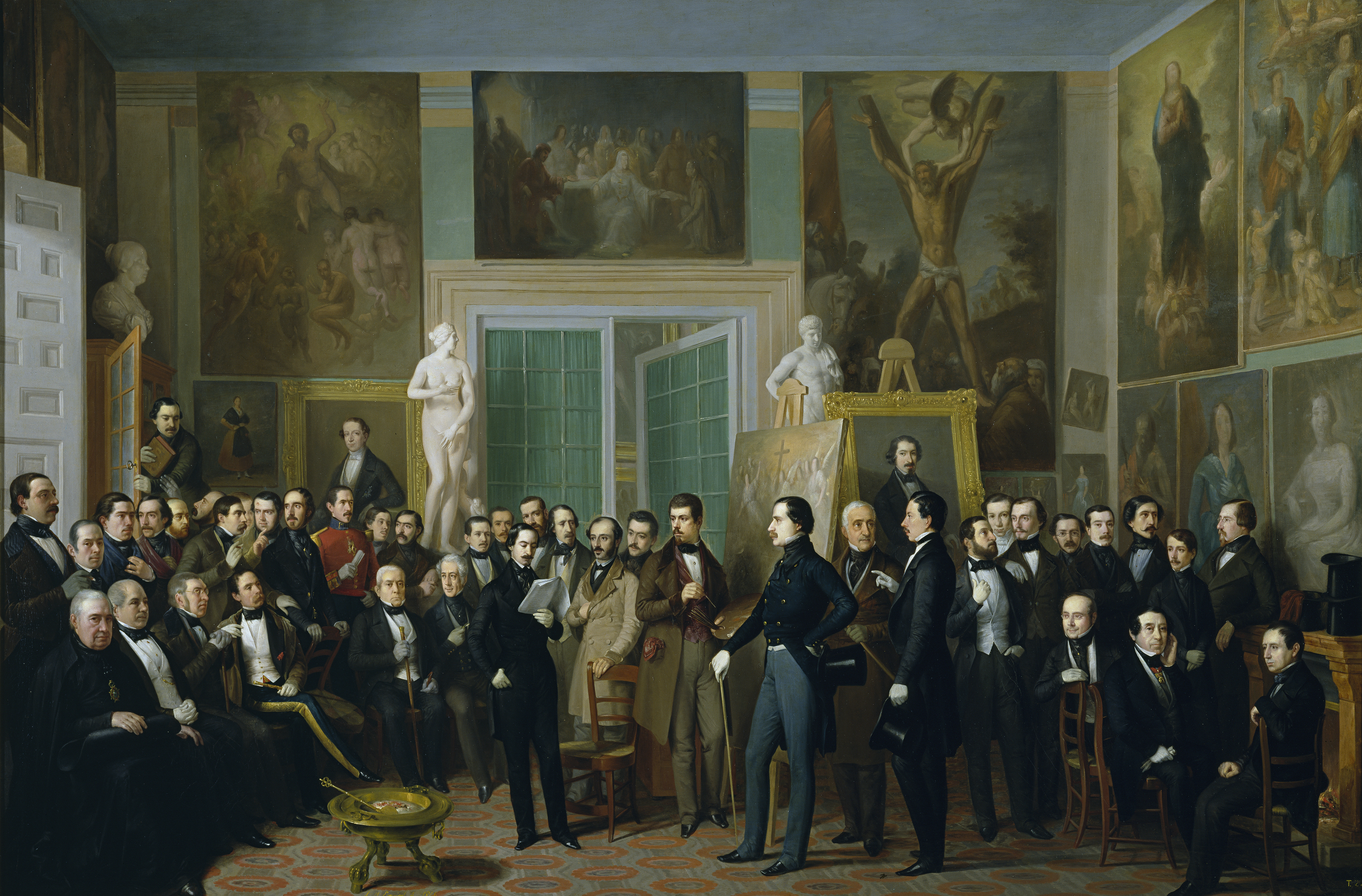
Los poetas contemporáneos. Una lectura de Zorrilla en el estudio del pintor
por Antonio María Esquivel (1846). Museo del Prado, Madrid.

Tuvo que volver a Madrid cuando falleció su madre en 1846; de vuelta a París, imprimió en la Casa Baudry dos tomos de Obras de D,. José Zorrilla (I, Obras poéticas. II, Obras dramáticas) con una biografía de Ildefonso Ovejas; allí mantuvo amistad con Alejandro Dumas, Alfred de Musset, Víctor Hugo, Théophile Gautier y George Sand. Como había malvendido los derechos del Tenorio, no pudo cobrar derechos de autor por sus muchas reposiciones y fueron vanos sus esfuerzos por recobrarlos. En 1849 recibió varios honores: fue hecho miembro de la junta del recién fundado Teatro Español; el Liceo organizó una sesión para exaltarle públicamente y la Real Academia Española lo admitió en su seno, aunque sólo tomó posesión de la silla L en fecha tan lejana como el 31 de mayo de 1885 con el discurso en verso Autobiografía y autorretrato poéticos. Pero su padre murió en ese mismo año y eso le supuso un duro golpe, porque se negó a perdonarle, dejando un gran peso en la conciencia del hijo (y considerables deudas), lo que afectó a su obra. El puñal del godo y Traidor, inconfeso y mártir fueron grandes éxitos, algunos más en sus reposiciones que en sus estrenos.

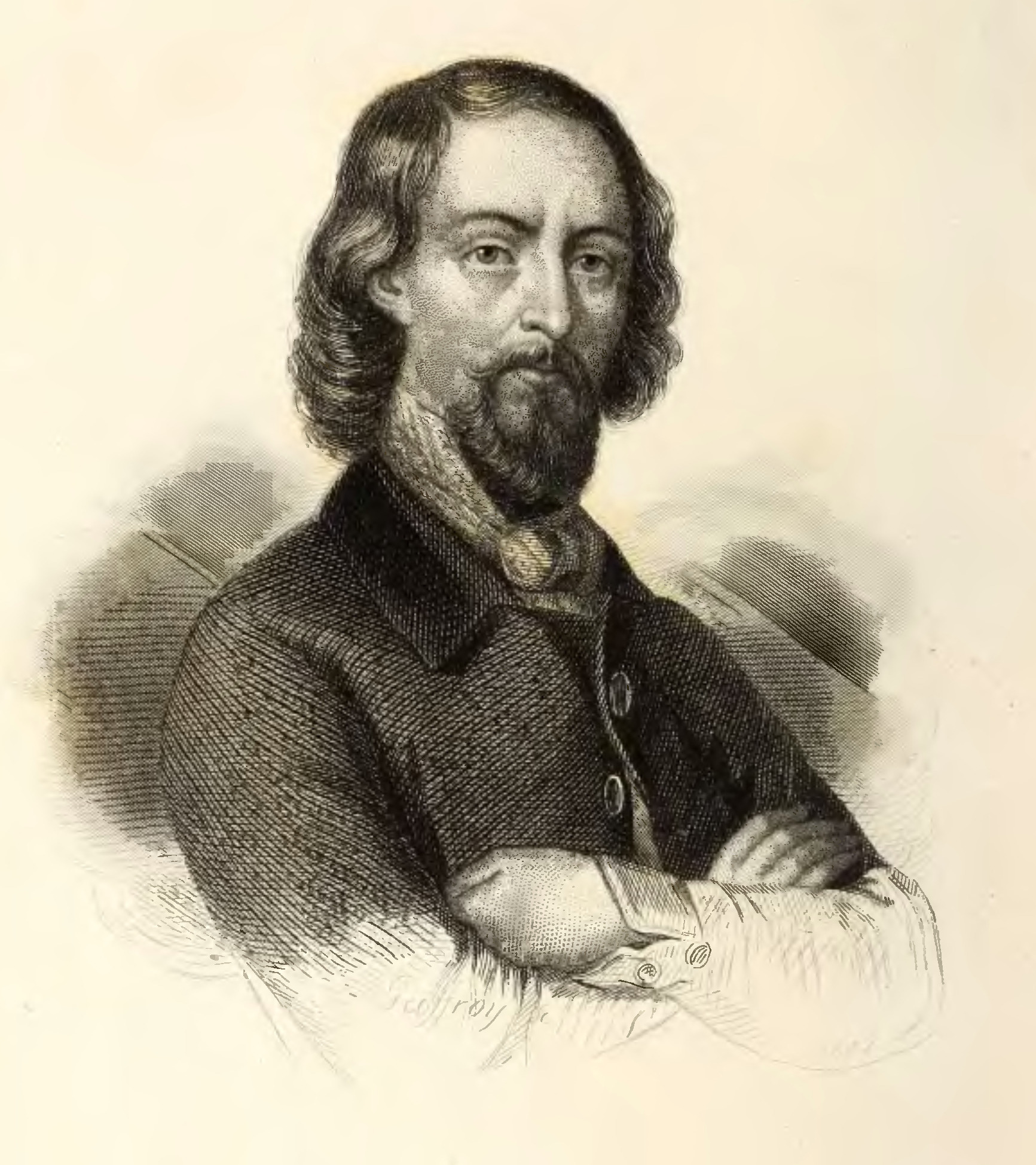
Retrato de Zorrilla

Abandonando a su esposa otra vez, volvió a París en 1850, donde endulzó sus penas su amante Leila, a la que se entregó apasionadamente y que algunas fuentes identifican con Emilia Serrano de Wilson, siendo seguramente el padre de su hija Margarita Aurora, fallecida a los cuatro años; allí escribió los dos tomos de su poema Granada. En 1852 la casa Baudry imprimió un tercer tomo de Obras poéticas y dramáticas. Viajó a Londres en 1853, donde le acompañaron sus inseparables apuros económicos, de los que le sacó el famoso relojero Losada; por entonces compuso su famosa Serenata morisca en honor de Eugenia de Montijo, quien en ese mismo año se había casado con el emperador Napoleón III;  le iban a dar la legión de honor, pero de nuevo unas cartas iracundas de su esposa dieron al traste con ello.
Después marchó a México, donde pasaría once años de su vida. Llegó a Veracruz el 9 de enero de 1855 y fue acogido con entusiasmo (a pesar de que habían divulgado unas falsas quintillas a su nombre contra el país), primero por el gobierno liberal (1854-1866), pasando largas temporada en el Valle de Apan, donde vivió una nueva historia de amor con una mujer llamada Paz, y después bajo la protección y mecenazgo del emperador Maximiliano I, con una interrupción en 1858, año que pasó en Cuba. Allí comenzaron a aquejarle ataques de epilepsia que ya lo acompañarían toda la vida.

Un día, al sentarme a la mesa, la casa giró en torno de mí y la tierra me faltó bajo los pies; un gran ruido, como música y campaneo lejanos me resonó atronándome en el cerebro, y perdí el sentido. Levantome asustado Isidoro, y llamó inmediatamente a su médico; me hicieron acostar; sentía náuseas, vahídos y somnolencia. Así estuve cuarenta y ocho horas... Al tercer día me encontró el médico trabajando a las siete de la mañana; opinaron que había pasado el vómito, y se congratularon de ello. ¡Ay de mí! Era el primer amago de una afección epiléptica que combato hoy con unas dosis de bromuro que asustan al farmacéutico a quien por primera vez presento la receta del Dr. Cortezo, al cual, por ella, debo probablemente la vida.

En Cuba probó suerte en el tráfico de esclavos. Estableció una sociedad con el librero y periodista español Cipriano de las Cagigas, hijo de un reconocido negrero, para importar indios prisioneros de la guerra contra los mayas de Yucatán (México) y venderlos a las haciendas azucareras cubanas. Zorrilla compró una partida de indios en Campeche, pero la muerte de Cagigas por vómito negro (fiebre amarilla) liquidó el negocio, y Zorrilla volvió a México en marzo de 1859. Llevó en ese país una vida de aislamiento y pobreza, sin mezclarse en la guerra civil entre federalistas y unitarios. Sin embargo, cuando Maximiliano I ocupó el poder como emperador de México (1864), Zorrilla se convirtió en poeta áulico y fue nombrado director del desaparecido Teatro Nacional.
Fallecida su esposa Florentina O'Reilly víctima del cólera en octubre de 1865, Zorrilla se encontró al fin libre para poder volver a España; embarcó en 1866 y pasó por La Habana, Saint-Nazaire, París, Lyon, Aviñón, Nimes y Perpiñán y por fin el 19 de julio llegó a Barcelona. Marchó a Valladolid el 21 de septiembre para arreglar sus asuntos, recibió en su casa a mucha gente, acudió a los toros, ofreció dos lecturas en el Teatro Calderón y, en el Teatro Lope de Vega, se representó su drama Sancho García.  Los periódicos hervían de noticias sobre el poeta, considerado una gloria nacional. La poetisa Carolina Coronado dio testimonio de ello:

Zorrilla, ¿qué ha sucedido? / ¿Qué nos tienes que decir? / ¿Qué ha pasado? ¿Qué has oído? / ¿Dónde estuviste metido? / ¿Cómo tardaste en venir?

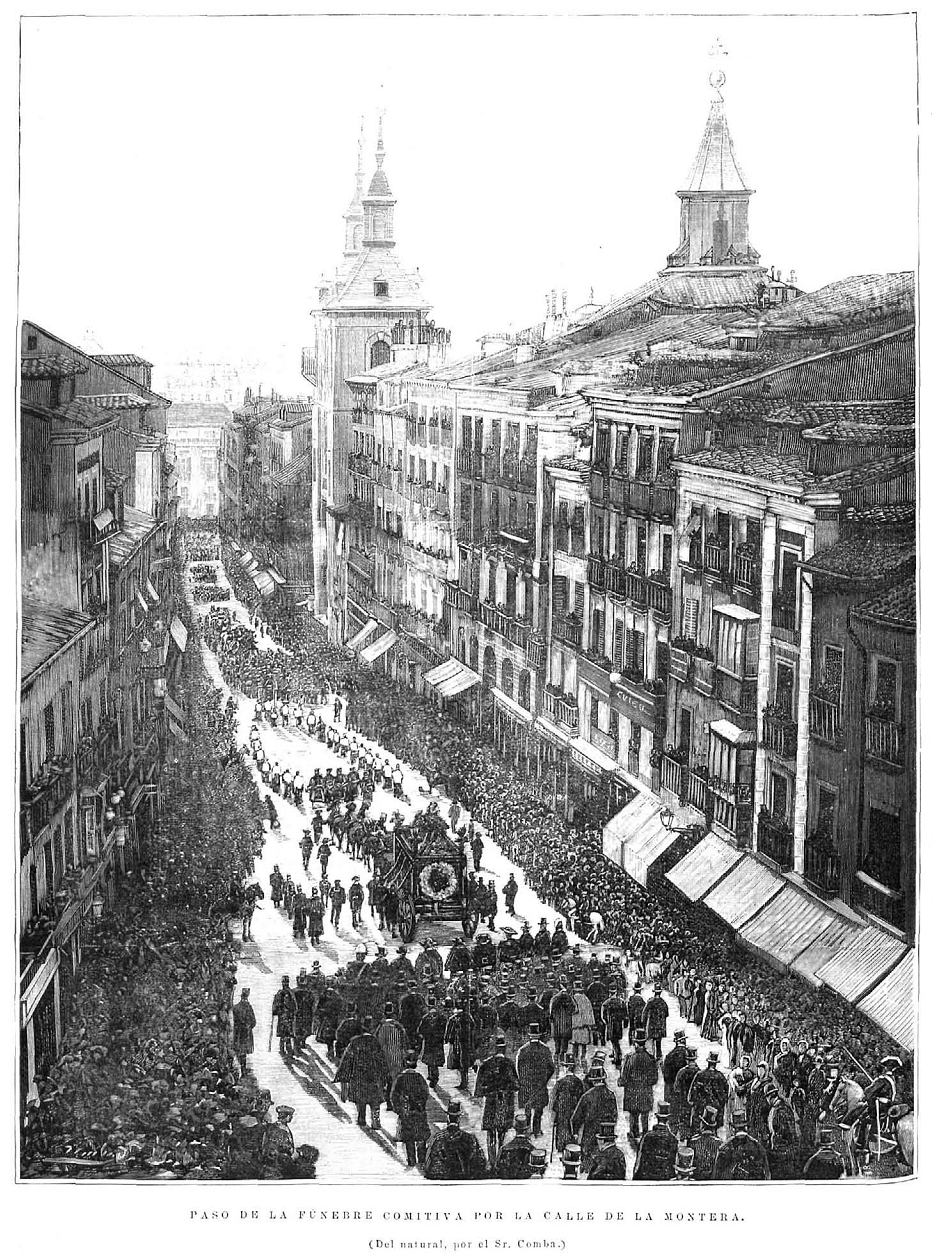
Cortejo fúnebre a su paso por la calle de la Montera en Madrid (La Ilustración Española y Americana, 30 de enero de 1893)

El 14 de octubre marchó a Madrid, donde permaneció unos meses cuidando la edición de su Álbum de un loco; en marzo de 1867 volvió a viajar en busca de sus «lugares queridos», escribió el crítico Narciso Alonso Cortés: Torquemada (Palencia), donde estaban enterrados sus padres; y luego a Quintanilla-Somuñó, la tierra burgalesa de su madre y de la "prima Gumis", su primer amor. Hasta allí le llevaron una carta que su amigo el emperador Maximiliano I le enviaba desde México, disuadiéndole de volver a su lado: «La abdicación va a hacerse necesaria; evite Ud. un viaje inútil y espere órdenes». Tan sólo un mes después, el 19 de junio de aquel 1867, Maximiliano sería fusilado en Querétaro. Entonces vertió en un poema todo su odio contra los liberales mexicanos, así como contra quienes habían abandonado a su amigo: Napoleón III y el Papa Pío IX. Esta obra es El drama del alma. Desde entonces su fe religiosa sufrió un duro golpe. Se recuperó casándose otra vez con Juana Pacheco Martín el 20 de agosto de 1869 en Barcelona; ella tenía veinte años, él cincuenta y dos; Zorrilla era un manirroto y nunca supo administrarse: volvieron los apuros económicos, de los que no logran sacarle ni los recitales públicos de su obra, ni una comisión gubernamental en Roma, donde estuvo con su mujer entre 1871 y 1873, ni una pensión otorgada demasiado tarde, aunque recibe la protección de algunos personajes de la alta sociedad española como los condes de Guaqui. Los honores, sin embargo, llovían sobre él: el rey Amadeo I le concede la Gran Cruz de Carlos III; le nombran cronista de Valladolid (1884), lo coronan de laurel como poeta nacional en Granada en 1889, etc. Cansado de sus investigaciones para el gobierno español en Roma, a comienzos de 1874 decidió trasladarse a Francia, donde, en la región de Las Landas puso casa y se entregó, junto a su esposa, a la floricultura; allí pasaron dos años hasta que en diciembre de 1876 Zorrilla y señora se vieron abocados a retornar a España, donde volvió a trabajar ofreciendo lecturas públicas de sus obras. Eduardo Gasset, editor de El Imparcial, le ofreció imprimir por entregas sus memorias, Recuerdos del tiempo viejo, en su suplemento de los lunes, y empezaron a publicarse a partir del 6 de octubre de 1879. Consumió los años de 1880, 81 y 82 en viajes y lecturas por toda España, esperando una pensión gubernamental prometida pero que no llegaba. En 1883 se embarcó en otra gira agotadora: tenía sesenta y seis años, y escribió: «No tengo una hora para descansar; ronco, cansado y falto de sueño, voy por ahí como un cuervo viejo». Inauguró el teatro que lleva su nombre en Valladolid en 1884. Allí se reasentó otra vez hasta abril de 1889, pero siempre haciendo giras. En una carta a su gran amigo, el poeta José Velarde, y hablando de sí mismo en tercera persona, expuso su triste situación:

Zorrilla produjo dos o tres mercancías literarias, que bajo los títulos del Zapatero y el rey, Sancho García y Don Juan Tenorio, entraron en circulación capitalizadas en diez a doce mil reales cada una; Zorrilla produjo estas mercancías literarias antes de la promulgación de la ley de propiedad teatral, es decir antes de 1847, y las vendió como entonces se vendían estas cosas, cada una de las cuales ha producido legalmente a sus compradores 30, 40 y 50 mil duros. Ahora bien, como la ley no tiene efecto retroactivo, como no acuerda a las obras de ingenio la lesión enorme, Zorrilla mantiene en la primera quincena de noviembre, con Don Juan Tenorio, a todos los cómicos y los empresarios de España y América, y está expuesto, si llega por maldición de Dios a la decrepitud, a morir en el hospital o en el manicomio, o a pedir limosna en aquellos días en que con su obra mantiene a tantos. Y dicen sus amigos «a los legisladores»: «Puesto que la ley no puede amparar a Zorrilla obligando a los que legalmente compraron sus obras a partir con él sus enormes ganancias, no dejen morir de hambre en la vejez al que con tales obras creó estos capitales y mantiene tantas empresas» (J. Zorrilla, Carta a José Velarde, 19-XII-1881)

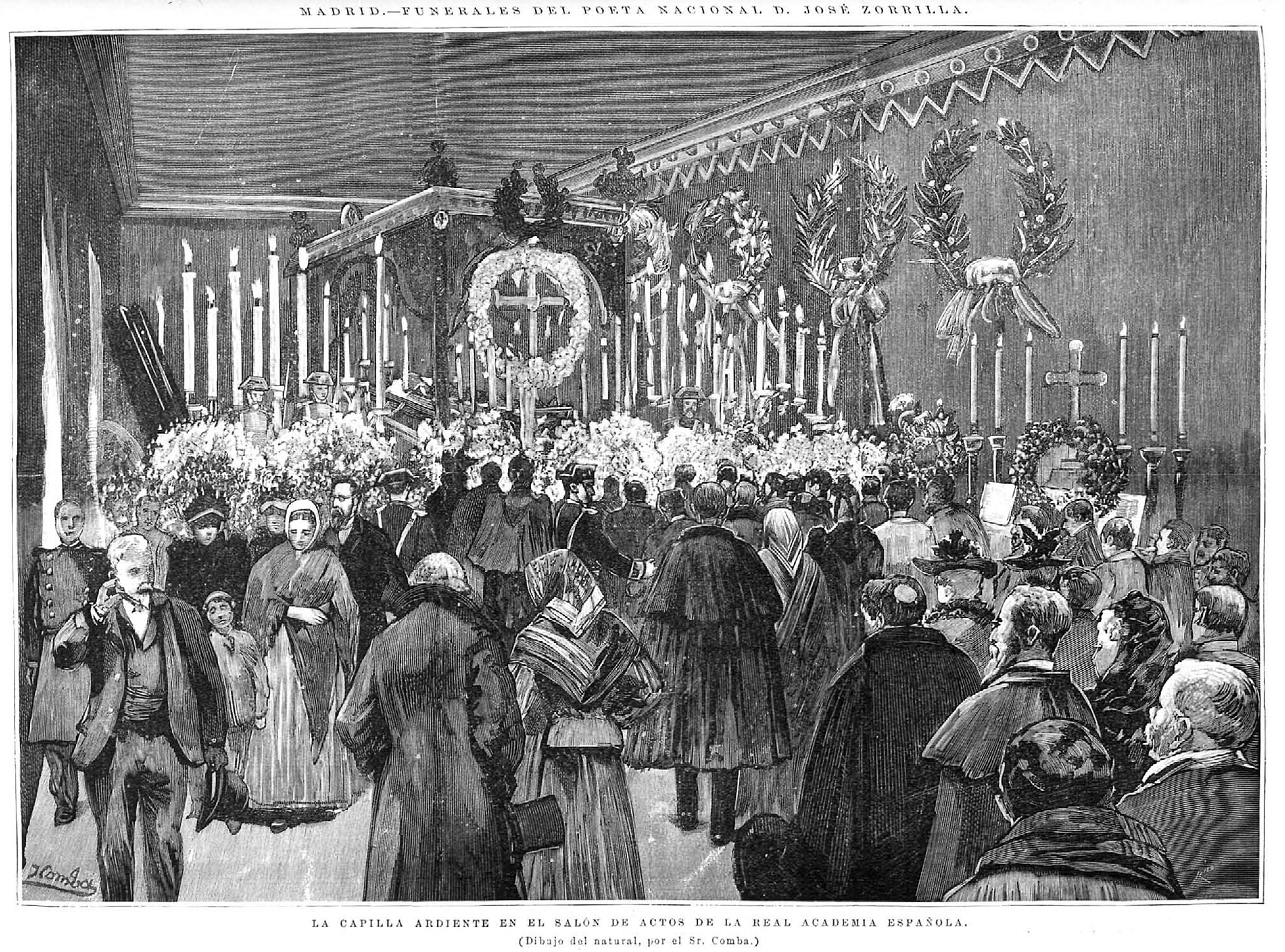
Capilla ardiente de Zorrilla en el salón de actos de la Real Academia Española (La Ilustración Española y Americana, 30 de enero de 1893).

El 14 de febrero de 1890 fue operado en Madrid para extraerle un tumor cerebral; la reina María Cristina se apresuró para concederle entonces la pensión dos meses después; pero el tumor se reprodujo y falleció en Madrid en 1893 en otra operación. Sus restos fueron enterrados en el cementerio de San Justo de Madrid, pero en 1896, cumpliendo la voluntad del poeta, fueron trasladados a Valladolid. En la actualidad se encuentran en el Panteón de Vallisoletanos Ilustres del cementerio del Carmen.

## La literatura de José Zorrilla

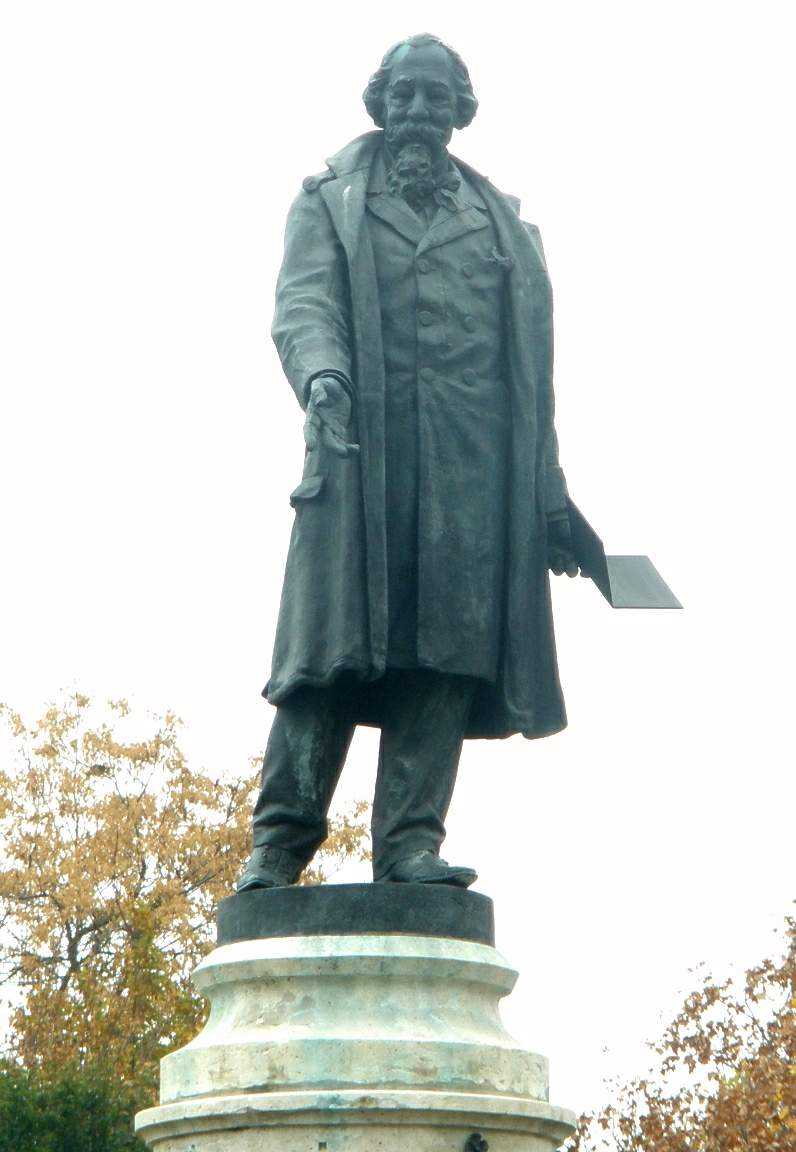
Monumento a José Zorrilla en Valladolid

Cultivó todos los géneros en verso: la lírica, la épica o narrativa y la dramática. Hay en la vida de Zorrilla tres elementos de gran interés para comprender la orientación de su obra.
En primer lugar, las relaciones con su padre. Hombre este despótico y severo, rechazó sistemáticamente el cariño de su hijo, negándose a perdonarle sus errores juveniles. El escritor cargaba consigo una especie de complejo de culpa, y para superarlo decidió defender en su creación un ideal tradicionalista y reaccionario muy de acuerdo con el sentir paterno, pero en contradicción con sus íntimas ideas progresistas. Dice en Recuerdos del tiempo viejo: «Mi padre no había estimado en nada mis versos: ni mi conducta, cuya clave él sólo tenía». 
En segundo lugar, hay que destacar su temperamento sensual, que le arrastraba hacia las mujeres: dos esposas, un temprano amor con una prima y amoríos varios en París y México dan una lista que, aunque muy lejos de la de Don Juan, camina en su misma dirección. El amor constituye uno de los ejes fundamentales de toda la producción de Zorrilla. 
No es ocioso preguntarse, como tercer factor condicionante, sobre la salud de Zorrilla. A cierta altura de su vida, en efecto, se inventó un doble, loco (Cuentos de un loco, 1853), que aparece casi obsesivamente después. En Recuerdos del tiempo viejo, su autobiografía, habla de su afición al Tarot, sus alucinaciones, sonambulismo y epilepsia. ¿Cuándo apareció el tumor cerebral y cómo afectó a su comportamiento? Quizá el papel predominante de la fantasía en el escritor y su enorme sentido del misterio (el principio de lo sublime de la estética romántica) encuentre una explicación por este lado.
De su carácter ha dicho su biógrafo Narciso Alonso Cortés que era ingenuo como un niño, bondadoso y amigo de todos, ignorante del valor del dinero y ajeno a la política. Conviene resaltar, además, su independencia, de la que se sentía muy orgulloso. En versos que recuerdan a los de Antonio Machado, confesó que a su trabajo lo debía todo, y llegó a rechazar lucrativos puestos públicos por no sentirse preparado; en sus Recuerdos del tiempo viejo, afirmó: «Yo temo que nuestra revolución va a ser infructífera para España por creernos todos los españoles buenos y aptos para todo y meternos todos a lo que no sabemos». En efecto, en su obra hay preocupaciones prerregeneracionistas que asoman de vez en cuando pese al tradicionalismo que se impuso a sí mismo para no desairar a su padre; por ejemplo, en su poema "Toledo" no se oculta al poeta la decadencia nacional tras un glorioso pasado.
Caracteriza al estilo de Zorrilla una gran plasticidad y musicalidad y un poderoso sentido del misterio y de la tradición; por esto último, aparte de su temática, abundan los arcaísmos tomados en su mayoría del teatro del Siglo de Oro que tanto ha leído: «aduerme», «a espacio», «afrontallo», «aquesta», «atambor», «desque», «desparece», «diz», «do», «doquier», «ha poco», «matalle», «mesma», «presa», «quienquier», «seor», «el arena», «la alma», «la puente», «una tigre», «una fantasma», «un hora»... También emplea giros y juramentos antiguos. Su métrica es riquísima y en general cada obra suya es polimétrica, salvo algunas pequeñas leyendas que compone solo en romance; en el resto predominan metros y estrofas tradicionales como cuartetas, quintillas, sextinas, octavillas, cuartetos, octavas y octavas reales, romancillos de seis y de siete sílabas, romances, romances heroicos y silvas. En ocasiones aparecen romances de catorce sílabas, versos también de catorce formando cuartetos consonantados, dodecasílabos, octosílabos consonantados, aparte de algunas otras combinaciones usadas en circunstancias excepcionales; lo mismo que en sus dramas, donde prefirió Zorrilla cuartetas, quintillas, romances y silvas. Alardea incluso al emplear la escala métrica en Un testigo de bronce: comienza con dodecasílabos y desciende hasta los bisílabos, y al cabo de 48 versos en romance heroico contempla un amanecer descrito también en una escala ascendente que va desde los versos de dos sílabas hasta los de catorce. Representa en el romanticismo español el momento de la nacionalización de sus elementos importados. Su obra es desigual, unas veces muy inspirada y otras verbosa y falta de concreción: en todo caso, siempre es orgullosamente espontánea, libre y desenvuelta:
Porque en obras de gusto y de capricho / que traen sólo placer y no provecho, / todo se puede hacer si está bien hecho / y se puede decir si está bien dicho.
Entre sus poesías líricas de la primera época destacan las conocidas Orientales, género ya cultivado por Víctor Hugo. Mucho mejores son las Leyendas, donde demuestra ser mejor poeta narrativo que lírico y combina sabiamente intriga, sorpresa y misterio. Fueron muy célebres "Margarita la tornera", "A buen juez mejor testigo" y "El capitán Montoya". A los treinta y cinco años publicó Granada (1852), brillante evocación del mundo musulmán. Por su temática podemos establecer cinco bloques:
- Lírica religiosa (Ira de Dios, La Virgen al pie de la Cruz)
- Lírica amorosa (Un recuerdo y un suspiro, A una mujer)
- Lírica sentimental (La meditación, La luna de enero)
- Lírica descriptiva (Toledo, A un torreón)
- Lírica filosófica (Cuentos de un loco)

Su extensa obra dramática ofrece tres piezas fundamentales: El zapatero y el rey, Don Juan Tenorio y Traidor, inconfeso y mártir. En El zapatero y el rey (1840-1841) don Pedro el Cruel aparece bajo el punto de vista de la tradición popular, como un personaje simpático y justiciero a quien la fatalidad conduce al desastre. En Don Juan Tenorio (1844), vuelve a la vida el personaje del burlador creado por Tirso de Molina y con curso en el Tan largo me lo fiáis de Antonio de Zamora, que se había representado como obra moral el día de difuntos durante cerca de siglo y medio; la pieza de Zorrilla alcanzó tal éxito que sustituyó a esta pieza en tal costumbre. Aportó diversas novedades que mejoraron mucho la estructura dramática: introdujo la figura de doña Inés, la de don Luis Mejía y la salvación por amor de la idealizada doña Inés, no la tradicional condena del impetuoso Don Juan. Aunque el Tenorio abunda en descuidos, efectismos pueriles y ráfagas de lirismo que bordean la cursilería, todo lo salva Zorrilla con el vigor de la teatralidad, su fluido dominio de la versificación, su maestría en la conducción de la acción, la firmeza de los caracteres y su insuperable sentido del misterio. El mismo Zorrilla no se sentía muy contento con su obra, que criticó despiadadamente en sus memorias, pero la crítica tiene que admitir que al lado de sus virtudes dramáticas sus defectos parecen nimios y apenas se notan. En cuanto a Traidor, inconfeso y mártir (1849) se alcanza un máximo equilibrio, aunque el autor modifica la realidad histórica haciendo que "el pastelero de Madrigal" que fue ahorcado por haber intentado suplantar la personalidad del rey don Sebastián de Portugal, desaparecido en la batalla de Alcazarquivir, sea, en efecto, el mismo monarca.

## Casa Museo Zorrilla en Valladolid

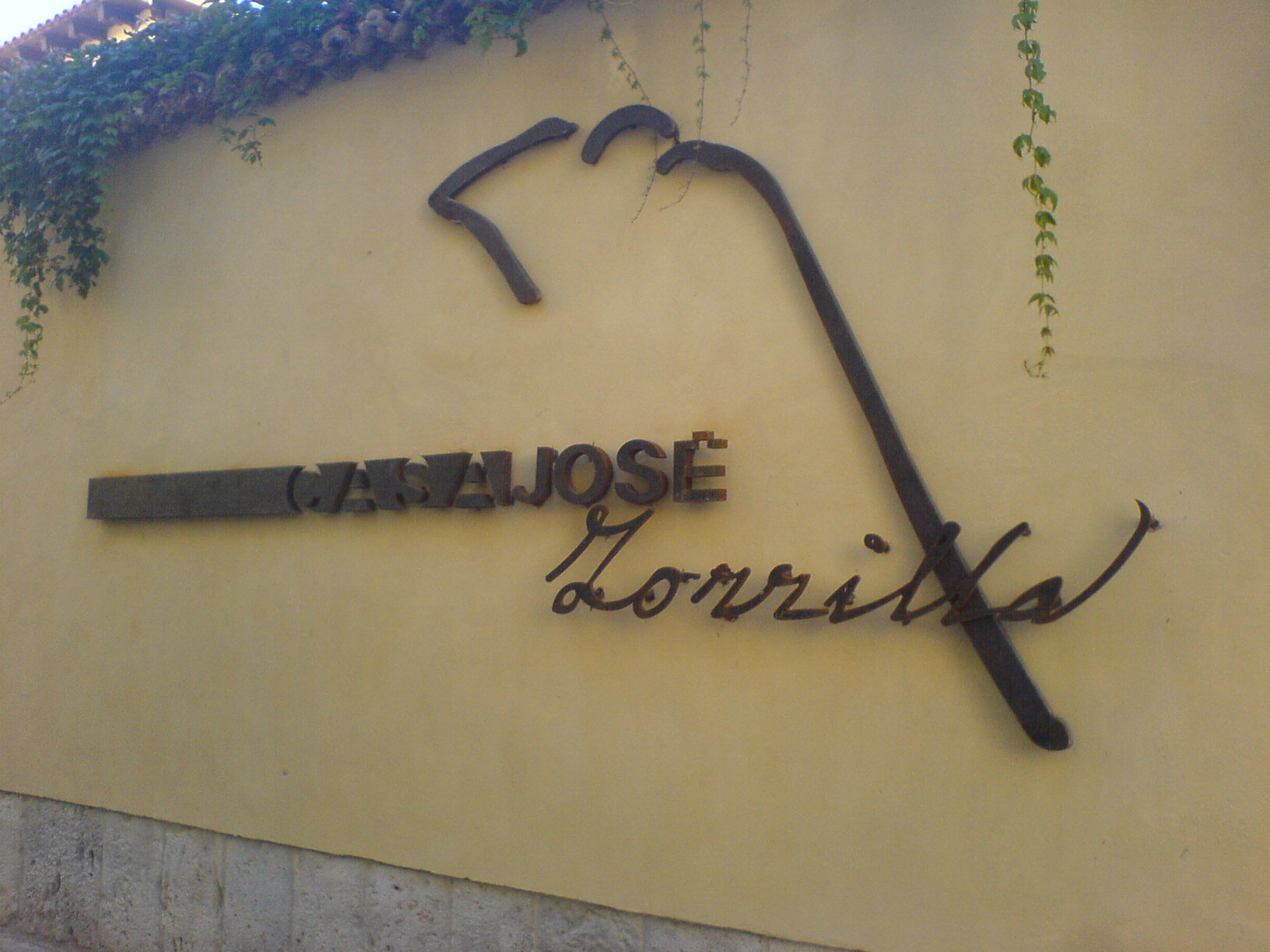
Casa Museo del escritor

Alberga la casa  del poeta, donde transcurrió su primera infancia de forma continua, así como su estancia esporádica en otras etapas a lo largo de su vida, como la que coincide con su regreso de México.

## Obras

### Obras completas
- Obras. París: Baudry, Colección de los Mejores Autores Españoles, vols. 39, 40 y 54, 1837.
- Obras de José Zorrilla. Nueva edición corregida y la sola reconocida por el autor, con su biografía por Ildefonso de Ovejas. París: Baudry, Librería Europea, 1852, 3 vols.
- Obras completas de don José Zorrilla, corregidas y anotadas por su autor. Edición monumental y la única que contiene muchas producciones inéditas, además de cuantas han visto la luz hasta el día ilustradas con profusión de grabados por los mejores artistas españoles. Tomo Primero [y único]. Barcelona: Sociedad de Crédito Intelectual, 1884.
- Obras dramáticas y líricas (M. P. Delgado, ed.). Madrid: 1895, 4 vols.
- Galería Dramática. Obras Completas. Madrid: 1905, 4 vols.
- Obras completas. Madrid: Sociedad Editorial de España, 1943, 4 vols.
- Obras Completas (Narciso Alonso Cortés, ed.). Valladolid: Santarén, 1943, 2 vols.

### Lírica
- Poesías, I, Madrid: J. Sancha, 1837.
- Poesías, II, Madrid: José María Repullés, 1838.
- Poesías, III, Madrid: José María Repullés, 1838.
- Poesías, IV, Madrid: José María Repullés, 1839.
- Poesías, V, Madrid: José María Repullés, 1839.
- Poesías, VI, Madrid: José María Repullés, 1839.
- Poesías, VII, Madrid: José María Repullés, 1840.
- Vigilias del estío. Madrid: Boix, 1842.
- Recuerdos y fantasías. Madrid: J. Repullés, 1844.
- Cuentos de un loco, 1853.
- La flor de los recuerdos. Ofrenda que hace a los pueblos hispano-americanos, 1855.
- Dos rosas y dos rosales, 1859.
- Granada mía!, 1885.
- Con José Heriberto García de Quevedo, María. Corona poética de la Virgen. Poema religioso, Madrid, Imprenta que fue de Operarios, a cargo de A. Cubas, 1849.

### Poemas narrativos
- Granada. Poema oriental, precedido de la leyenda de Al-Hamar, París: Imprenta de Pillet fils ainé, 1852, 2 vols.
- La leyenda del Cid (1882)

### Teatro

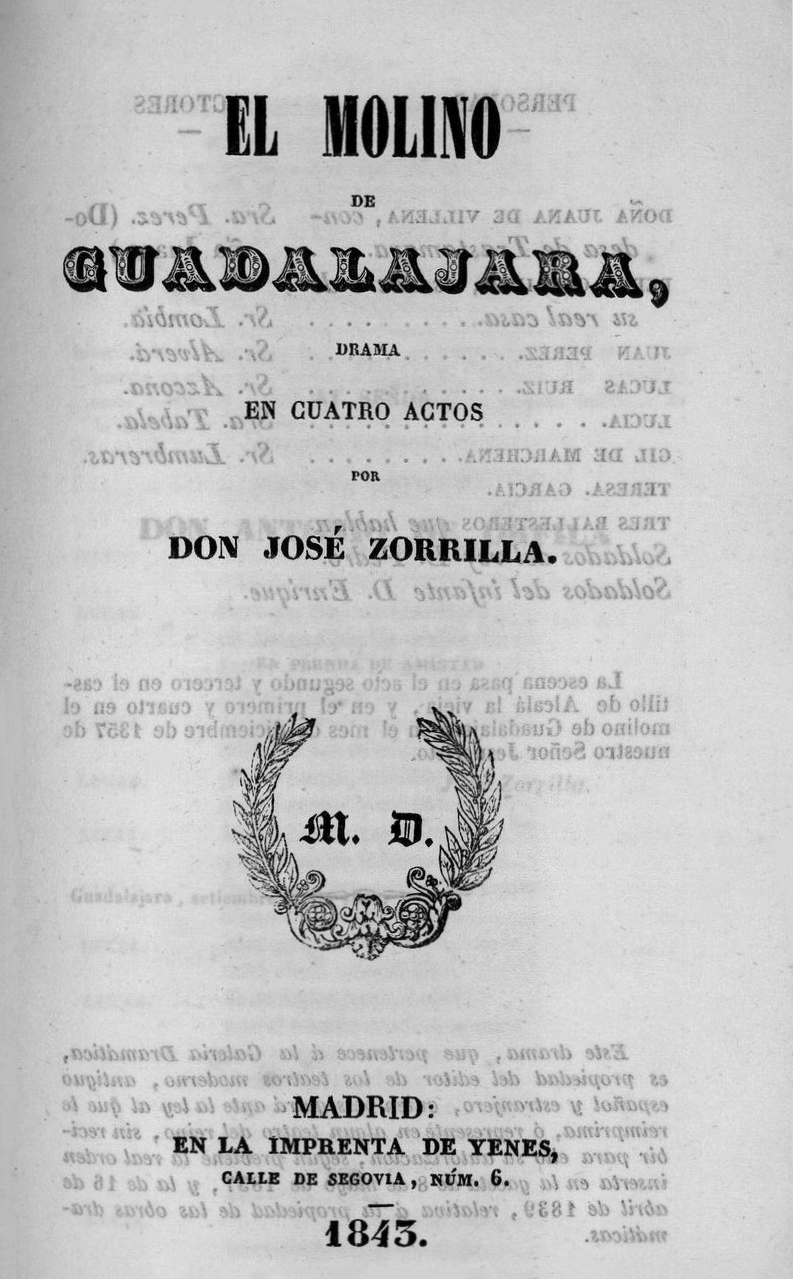
El molino de Guadalajara (1843).

- Vivir loco y morir más, estrenada en 1837.
- Con Antonio García Gutiérrez, Juan Dándolo, estrenado en 1839.
- Más vale llegar a tiempo que rondar un año, 1839, no representada, inédita.
- Ganar perdiendo, 1839.
- Cada cual con su razón, 1839, comedia
- Lealtad de una mujer y aventuras de una noche, 1839, comedia.
- El zapatero y el rey (primera parte, drama en cuatro actos, Madrid: imprenta de Yenes, 1840; y segunda parte 1841); hay edición moderna de Jean-Louis Picoche, Madrid: Castalia, 1980.
- El eco del torrente, estrenado en 1842.
- Los dos virreyes, estrenado en 1842.
- Un año y un día, estrenado en 1842.
- Sancho García, Composición trágica en tres actos Madrid: Repullés, 1842.
- Caín pirata. Cuadro de introducción al drama en tres actos titulado Un año y un día, Madrid: Repullés, 1842.
- El puñal del godo, estrenado en 1843.
- Sofronia, tragedia en un acto a la manera clásica estrenada en 1843.
- La mejor razón, la espada, Madrid: Repullés, junio de 1843 (adaptación de una comedia de Agustín Moreto)
- El molino de Guadalajara, estrenado en 1843, publicado en Madrid: Repullés, 1850.
- La oliva y el laurel. Alegoría escrita para las fiestas de la proclamación de Su Majestad la Reina doña Isabel II, Madrid: imprenta de Yenes, 1843.
- Don Juan Tenorio. Drama religioso-fantástico. Madrid: Imprenta de Repullés, 1844; mismo lugar e imprenta, 1845; Madrid: Imprenta de Repullés, 1845 y 1849; Madrid: D. Antonio Yenes, 1846; Tenorio. Drama religioso-fantástico en dos partes (Federico Booch-Arkossy, ed.). Gotha: en casa de Guillermo Opetz, 1866; Madrid: Tip. de E. Cuesta, 1883; Madrid: Tip. de los Sucesores de E. Cuesta, 1892. Hay ediciones modernas de Nicholson B. Adams (1957), W. Mills (1966), Francisco García Pavón (1970), José Luis Varela Iglesias (1974, facsímil del manuscrito autógrafo, y 1975), Salvador García Castañeda (1975), Agustín Letelier Zúñiga (1980), Aniano Peña, (1979), José Luis Gómez (1984), Jean-Louis Picoche (1985 y 1992), Federico Carlos Sainz de Robles (1988), J. F. Peña con Introducción de Francisco Nieva (1990), Enrique Llovet (1990), Ana Alcolea Serrano (1992), Luis Fernández Cifuentes y Prólogo de Ricardo Navas Ruiz (1993), David T. Gies (1994), Begoña Alonso Monedero (1995 y 2001), Juan B. Montes Bordajandi (2000) y Montserrat Amores (2001).
- La copa de marfil, estrenada en 1844, tragedia.
- El alcalde Ronquillo, estrenada en 1845.
- El rey loco. Drama en tres actos, estrenado en 1846.
- La reina y los favoritos, estrenada en 1846.
- La calentura, 1847 (segunda parte de El puñal del godo)
- El excomulgado, drama en tres actos, Madrid: Repullés, septiembre de 1848, sobre Jaime I el Conquistador.
- La Creación y El Diluvio Universal. Espectáculo teatral en cuatro actos, divididos en seis partes. Madrid: Sociedad de Operarios, 1848.
- Traidor, inconfeso y mártir. Colección «El teatro de obras dramáticas». Madrid: 1849; 1859; 1865; 1873; 1881; y 1882. Hay ediciones modernas de Xavier Martínez de Vedia (1998), Ricardo Senabre (1964, 1970, 1976, 1995); E. Torres Pintueles (1966); A. Rodríguez Zapatero (1972), Roberto Calvo (1990) Xabier Manrique de Vedia (1993).
- El caballo del rey Don Sancho. Comedia en cuatro jornadas y en verso. Madrid: Repullés, 1850.
- El encapuchado, comedia de enredo escrita en 1870 con otro título: Entre clérigos y diablos.
- Don Juan Tenorio, 1877, zarzuela homónima que adaptó de su mismo drama romántico, con música de Nicolau Manent.

### Memorias
- Los recuerdos del tiempo viejo, publicadas por entregas en Los Lunes de El Imparcial en 1879 y luego en Madrid: Imprenta de los Sucesores de Ramírez, 1880, tomo I, y Madrid: Tipografía de Gutenberg, 1882, tomo II. Hay edición moderna: Madrid: Publicaciones Españolas, 1961.
- Hojas traspapeladas de los Recuerdos del tiempo viejo, Madrid, Eduardo Mengíbar, 1882.
- Memorias del tiempo mexicano. (Ed. y prólogo de Pablo Mora. Notas de Silvia Salgado y Pablo Mora). México: Dirección General de Publicaciones, Conaculta, 1998.
- México y los mexicanos (1855-1857) (Prólogo, notas y bibliografía de Andrés Henestrosa). México: De Andrea, 1955.

### Otras obras
- Un cuento de amores (con José Heriberto García de Quevedo). Madrid: Est. tip. del Seminario, 1850.
- El drama del alma, 1867.
- Discurso poético leído ante la Real Academia Española por el Excmo. Sr. D. José Zorrilla en la recepción pública del día 31 de mayo de 1885 y contestación del Excmo. Sr. Marqués de Valmar. Madrid: Imprenta y Fundición de Manuel Tello, Impresor de Cámara de S. M. Isabel la Católica, 1885.[8]
- ¡A escape y al vuelo!, 1888
- De Murcia al cielo, 1888.
- Mi última brega, 1888.
- Epistolario

### Leyendas
- Leyendas (Salvador García, ed.). Madrid: Cátedra, 2000.
- Cantos del Trovador. Colección de leyendas y tradiciones históricas. Madrid: Boix, 1840 y 1841, 2 vols.
- El desafío del diablo y Un testigo de bronce. Dos leyendas tradicionales por D. José Zorrilla. Madrid: Boix, 1845.
- Ecos de las montañas: leyendas históricas, Barcelona : Montaner y Simon, 1868, 2 vols.
- A buen juez, mejor testigo: tradición de Toledo, en Poesías, 1838. Barcelona: Atlántida, 1941. (Prólogo de Ángel Valbuena Prat); se inspira en la leyenda del Cristo de la Vega.
- Para verdades el tiempo y para justicias Dios, 1838, sobre celos fatales.
- El capitán Montoya, 1840. Zorrilla la consideraba "un embrión de Don Juan Tenorio"
- Margarita la tornera, 1840.
- La pasionaria
- La princesa Doña Luz
- Justicias del rey don Pedro, 1840, se inspira en la Historia de España de Juan de Mariana
- Las dos rosas
- El talismán, 1842
- Príncipe y rey
- Los encantos de Merlín
- Historia de un español y dos francesas, 1840-1841. Se inspira en el David perseguido de Cristóbal Lozano.
- Las estocadas de noche
- Dos rosas y dos rosales
- Historia de tres avemarías
- Una aventura de 1360
- El escultor y el duque
- Las píldoras de Salomón, 1840.
- Honra y vida
- Ecos de las montañas
- Apuntaciones para un sermón sobre los Novísimos. Tradición, 1840, inspirada en el David perseguido de Cristóbal Lozano.
- Los borceguíes de Enrique II
- El montero de Espinosa, 1842. Se inspira en otro relato del David perseguido de Cristóbal Lozano.
- Recuerdos de Valladolid, 1839.
- Dos hombres generosos, 1842.
- Al-hamar el Nazarita, rey de Granada: Leyenda oriental dividida en cinco libros titulados: De los sueños, De las perlas, De los alcázares, De los espíritus, y De las nieves
- La leyenda del Cid
- La leyenda de don Juan Tenorio, 1873
- Las almas enamoradas. Leyenda en verso
- La azucena silvestre. Leyenda religiosa del siglo IX. Madrid: Imp. de Antonio Yenes, 1845.
- El cantar del romero. Leyenda en verso por D. José Zorrilla. Barcelona: Administración de Crédito Intelectual, 1886.